# Tour de Francia 2003
El 90.º Tour de Francia se disputó del 5 al 27 de julio de 2003 sobre un recorrido de 20 etapas más el prólogo inicial, y con un total de 3426 km que el vencedor cubrió a una velocidad media de 40,940 km/h La carrera comenzó y terminó en París, en el clásico final de los Campos Elíseos.
En esta edición, se celebró el centenario de la carrera, que tuvo su primera edición en 1903 y, para conmemorar este hecho, se hizo un recorrido similar al de la primera edición, sin salir de Francia y comenzando y acabando a París Su recorrido tenía seis finales de etapa idénticos a los del Tour de Francia 1903 con finales en Lyon, Marsella, Toulouse, Burdeos, Nantes y París. Además, se creó un premio especial: la clasificación del centenario, que le fue concedido a Stuart O'Grady. Para calcular esta clasificación, se sumaba la posición final de la etapa del ciclista en cada una de sus seis etapas con final en la misma población que 1903 y ganaba el premio el corredor con la puntuación más baja.
De los 198 participantes, el favorito volvía a ser Lance Armstrong, que buscaba conseguir su quinto Tour consecutivo. Entre sus principales adversarios, destacaba el alemán Jan Ullrich, que volvía a la competición después de unos meses de suspensión, y el español Joseba Beloki, que llevaba tres años consecutivos haciendo podio, estaba en su mejor momento. También destacaban entre los favoritos  Tyler Hamilton, excompañero de equipo de Lance Armstrong; Iban Mayo, que venía de hacer un buen papel en la Dauphiné Libéré y Aleksandr Vinokúrov. Aunque al final Armstrong acabó ganando la carrera, este fue estadísticamente y también en palabras de Armstrong, el peor Tour de los siete que ganó a lo largo de su carrera. Ullrich, segundo, quedó solo a un minuto y un segundo.

## Recorrido
El 24 de octubre de 2002, Jean-Marie Leblanc, director general del Tour de Francia, anunció el recorrido oficial de la edición de 2003 en la que se celebraría el centenario de esta competición. Como ya se había anunciado previamente, el recorrido intentaría seguir el realizado en la primera edición. En esta edición habría un prólogo y 20 etapas, de las cuales 10 serían llanas, 7 de montaña, 2 contrarreloj individuales, 1 contrarreloj por equipos y tendría dos jornadas de descanso. Ninguna etapa comenzaría o acabaría fuera de Francia, aunque en la decimocuarta etapa se entraría brevemente en España. La ruta además, contaría con la mayoría de las cimas míticos de la ronda gala, como el Tourmalet, el Izoard, el Galibier, el Peyeresourde o el Aup d'Uès.
La ruta empezaría por primera vez desde 1963 en la capital francesa, con un prólogo de 6,5 km con final en la Stade de France. Al día siguiente, los ciclistas saldrían desde el frente del restaurante  Reveil Matin , en el pueblo de Montgeron, el punto de salida de la primera edición. Pero antes se haría una salida neutralizada entre el 'Stade de France y el restaurante' 'Reveil Matin' 'por las calles de París, y la salida oficial de la etapa se haría a las 13:16, la misma hora a la que se salió en 1903. Después iría hacia el este con dos etapas llanas, y en la 4.ª etapa habría una contrarreloj por equipos que comenzaría a marcar diferencias entre los principales favoritos. 
2076/5000
Luego en dos etapas el Tour iría hacia el sur pasando por Troyes y Nevers y en la 6.ª etapa llegaría a Lyon, la segunda de las seis ciudades visitadas en 1903. de este modo se llegaría a los Alpes, donde se verían las primeras etapas de montaña. En los Alpes se disputarían tres etapas de montaña donde los favoritos se diferenciarían del resto de participantes. Después habría otra etapa plana que iría de Gap hasta Marsella, que sería la tercera ciudad por donde pasaría el Tour de las visitadas en 1903. El día siguiente, 16 de julio, estaría el primero de los dos días de descanso de esta edición, donde los ciclistas aprovecharían para viajar a la ciudad donde se iniciaría la siguiente etapa, Narbona. la 11.ª etapa llevaría los ciclistas en la cuarta de las seis ciudades históricas, Toulouse, en una etapa llana de 160km. al día siguiente habría la primera contrarreloj individual de 47km. Los próximos tres días habría tres etapas de montaña en los Pirineos, donde se vería una batalla entre los favoritos para ganar el máximo de tiempo posible respecto a los rivales. Después de las tres etapas de montaña, habría un día de descanso el 22 de julio y al día siguiente otra etapa en los Pirineos con cinco ascensiones a puertos de montaña. La siguiente etapa sería plana y llevaría el Tour en Burdeos, la quinta ciudad de la edición de 1903 y al día siguiente habría otra etapa plana. Finalmente, en la penúltima etapa se disputaría una contrarreloj individual de donde debería salir el ganador del Tour 2003. Esta contrarreloj sería de 49 km y finalizaría en Nantes, la última de las seis ciudades por donde pasó el Tour 1903. la última etapa comenzaría a Ville-d'Avray, la población donde finalizó el Tour en la su primera edición, y acabaría con la llegada ya tradicional a Campos Elíseos de París.

### Opiniones respecto al recorrido
En cuanto se conoció el recorrido que seguiría el Tour de Francia de 2003, se recogieron las primeras declaraciones de diferentes ciclistas y personalidades relacionadas con el Tour opinando sobre este.
El director del Tour, Jean-Marie LeBlanc, declaró que no le parecía que Lance Armstrong tuviera motivos para quejarse sobre el trazado del Tour y dijo: «Tiene la posibilidad de imponer su superioridad, si es que hay alguna superioridad. » Lance Armstrong dijo sobre el recorrido:« Para mí esta carrera siempre es lo mismo, dos contrarrelojes individuales, una por equipos, los Alpes, los Pirineos y la llegada a París. », y se quejó de que en la edición del centenario no se subiera el Ventor. El francés Richard Virenque dijo: «Hay algo para todos ... los esprínters, los escaladores, los rodadores y por quienes atacan. »
Los pentacampeones del Tour también opinaron de cómo veían la próxima edición. Bernard Hinault decía: «Son los corredores, no el recorrido lo que ha hecho del Tour una carrera tan grande. Creo que el año que viene será muy igualado y esto puede ayudar Armstrong a igualar el récord de victorias.» Eddy Merckx opinaba: «Creo que Armstrong puede ganar otra vez. Mientras esté en la línea de salida, no tendrá ningún problema en contrarrestar los ataques de sus rivales. » Por otra parte, Miguel Induráin decía: «Es una ruta interesante, apropiada para un ciclista completo.» y también opinaba: «Creo que habrá un buen equilibrio entre la montaña y las contrarreloj. Los Pirineos parece que serán duros.»
Otros ganadores de ediciones anteriores del Tour también aportaron su opinión sobre la carrera del 2003. El tres veces campeón del Tour, Greg LeMond decía: «Creo que la ruta es equilibrada, pero siempre lo ha sido. Sea cual sea la ruta, siempre es el ciclista más fuerte que gana. » El danés Bjarne Riis, ganador del Tour de 1996 y también director de equipo del Team CSC dijo: «Sólo habrá dos finales duros en la montaña. Y, en muchas etapas, las cimas más complicados están situados lejos de la meta. Por lo tanto, creo que las contrarreloj serán muy importantes para el resultado final de la carrera.» El campeón del  Tour de 1988, Pedro Delgado, opinaba: «Es un Tour de Francia muy equilibrado y ciertamente el gran favorito será un ciclista fuerte en las contrarrelojes. Este no es un Tour para los mejores escaladores, así que el favorito número 1 es Lance Armstrong y también Jan Ullrich.»

## Equipos participantes
| Equipo                                     | Jefe de filas          |
| US Postal Service presented by Berry Floor | Lance Armstrong        |
| ONCE-Eroski                                | Joseba Beloki          |
| Team Telekom                               | Santiago Botero        |
| iBanesto.com                               | Francisco Mancebo      |
| Rabobank                                   | Levi Leipheimer        |
| Saeco                                      | Gilberto Simoni        |
| Cofidis, Le Crédit par Téléphone           | David Millar           |
| Team CSC                                   | Tyler Hamilton         |
| Fassa Bortolo                              | Ivan Basso             |
| Fdjeux.com                                 | Sandy Casar            |
| Kelme-Costa Blanca                         | José Enrique Gutiérrez |

| Equipo                 | Jefe de filas     |
| Quick Step-Davitamon   | Paolo Bettini     |
| Credit Agricole        | Christophe Moreau |
| Team Bianchi           | Jan Ullrich       |
| Lotto-Domo             | Robbie McEwen     |
| AG2R Prevoyance        | Laurent Brochard  |
| Vini Caldirola         | Stefano Garzelli  |
| Euskaltel-Euskadi      | Iban Mayo         |
| Brioches La Boulangere | Didier Rous       |
| Gerolsteiner           | Davide Rebellin   |
| Alessio                | Laurent Dufaux    |
| Jean Delatour          | Patrice Halgand   |

## Etapas
| Etapa   | Fecha       | Recorrido                         | Distancia (km) | Ganador                                    | Líder              |
| ------- | ----------- | --------------------------------- | -------------- | ------------------------------------------ | ------------------ |
| Prólogo | 5 de julio  | París-París                       | 6,5 (CRI)      | Bradley McGee                              | Bradley McGee      |
| 1.ª     | 6 de julio  | Saint-Denis-Meaux                 | 168            | Alessandro Petacchi                        | Bradley McGee      |
| 2.ª     | 7 de julio  | La Ferté sous Jouarre-Sedan       | 204,5          | Baden Cooke                                | Bradley McGee      |
| 3.ª     | 8 de julio  | Charleville Mézières-Saint Dizier | 167,5          | Alessandro Petacchi                        | Jean-Patrick Nazon |
| 4.ª     | 9 de julio  | Joinville-Saint Dizier            | 69 (CRE)       | US Postal Service presented by Berry Floor | Víctor Hugo Peña   |
| 5.ª     | 10 de julio | Troyes-Nevers                     | 196,5          | Alessandro Petacchi                        | Víctor Hugo Peña   |
| 6.ª     | 11 de julio | Nevers-Lyon                       | 230            | Alessandro Petacchi                        | Víctor Hugo Peña   |
| 7.ª     | 12 de julio | Lyon-Morzine                      | 230,5          | Richard Virenque                           | Richard Virenque   |
| 8.ª     | 13 de julio | Sallanches-Alpe d'Huez            | 219            | Iban Mayo                                  | Lance Armstrong    |
| 9.ª     | 14 de julio | Le Bourg d'Oisans-Gap             | 184,5          | Alexandre Vinokourov                       | Lance Armstrong    |
| 10.ª    | 15 de julio | Gap-Marsella                      | 219,5          | Jakob Piil                                 | Lance Armstrong    |
| 11.ª    | 17 de julio | Narbonne-Toulouse                 | 153,5          | Juan Antonio Flecha                        | Lance Armstrong    |
| 12.ª    | 18 de julio | Gaillac-Cap Découverte            | 47 (CRI)       | Jan Ullrich                                | Lance Armstrong    |
| 13.ª    | 19 de julio | Toulouse-Ax 3 Domaines            | 197,5          | Carlos Sastre                              | Lance Armstrong    |
| 14.ª    | 20 de julio | Saint Girons-Loudenvielle         | 191,5          | Gilberto Simoni                            | Lance Armstrong    |
| 15.ª    | 21 de julio | Bagnères-de-Bigorre-Luz Ardiden   | 159,5          | Lance Armstrong Sin ganador                | Lance Armstrong    |
| 16.ª    | 23 de julio | Pau-Bayona                        | 197,5          | Tyler Hamilton                             | Lance Armstrong    |
| 17.ª    | 24 de julio | Dax-Burdeos                       | 181            | Servais Knaven                             | Lance Armstrong    |
| 18.ª    | 25 de julio | Burdeos-Saint-Maixent-l'École     | 203,5          | Pablo Lastras                              | Lance Armstrong    |
| 19.ª    | 26 de julio | Pornic-Nantes                     | 49 (CRI)       | David Millar                               | Lance Armstrong    |
| 20.ª    | 27 de julio | Ville d'Avray-París               | 152            | Jean-Patrick Nazon                         | Lance Armstrong    |

## Clasificaciones

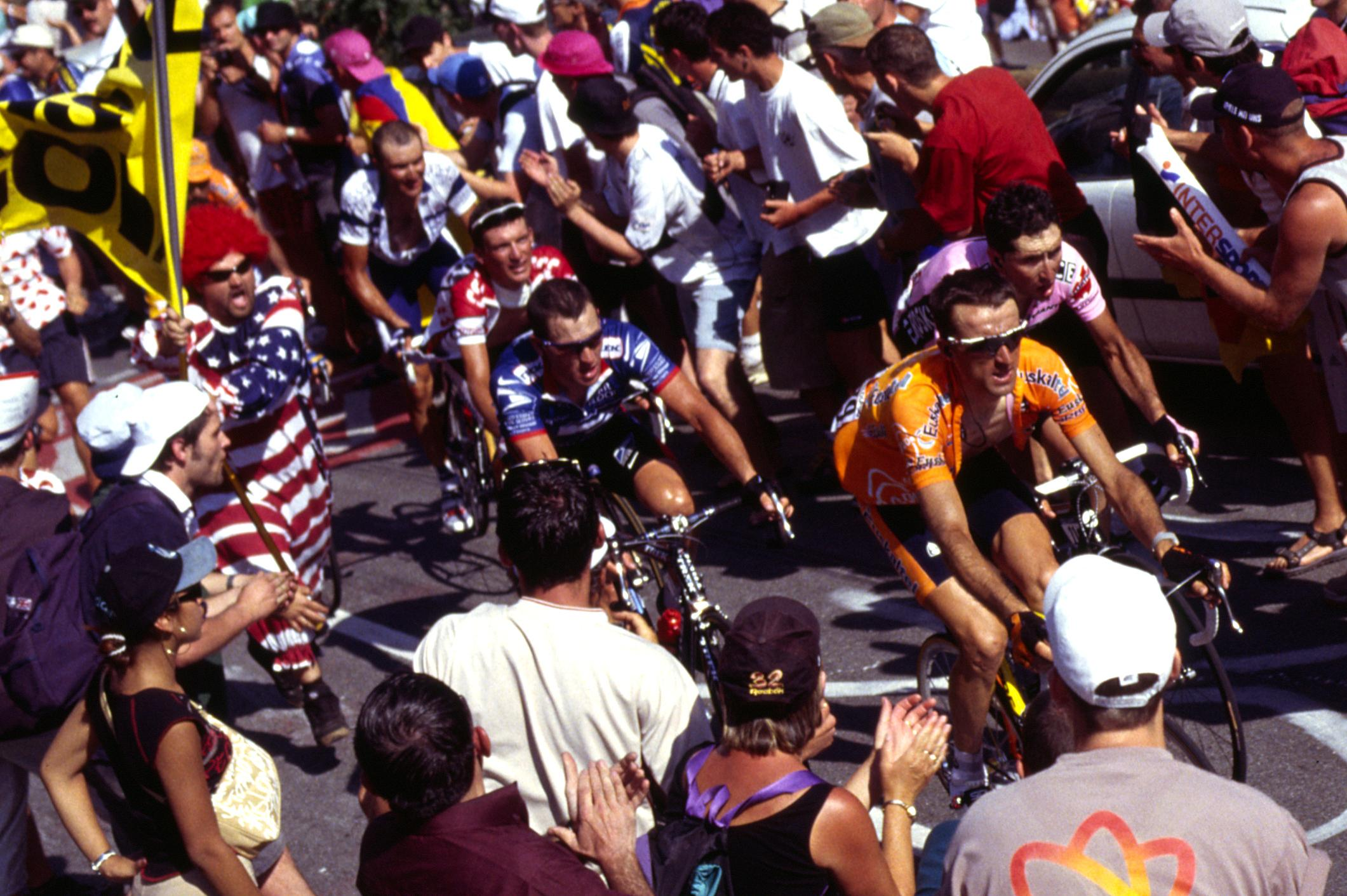
Ascenso al Alpe d'Huez con Lance Armstrong, Tyler Hamilton, Ivan Basso, Haimar Zubeldia y Joseba Beloki.

| Pos. | Nombre              | Equipo          | Tiempo      |
| ---- | ------------------- | --------------- | ----------- |
|      | Desierto            |                 |             |
| DSQ  | Lance Armstrong     | US Postal       | 83h 36' 02" |
| 2    | Jan Ullrich         | Team Bianchi    | a 1'01"     |
| 3    | Aleksandr Vinokurov | Team Telekom    | a 4'14"     |
| 4    | Tyler Hamilton      | Team CSC        | a 6'17"     |
| 5    | Haimar Zubeldia     | Euskaltel       | a 6'51"     |
| 6    | Iban Mayo           | Euskaltel       | a 7'06"     |
| 7    | Ivan Basso          | Fassa Bortolo   | a 10'12"    |
| 8    | Christophe Moreau   | Crédit Agricole | a 12'28"    |
| 9    | Carlos Sastre       | Team CSC        | a 18'49"    |
| 10   | Francisco Mancebo   | iBanesto.com    | a 19'15"    |

### Clasificación de los puntos
| Pos. | Nombre        | Equipo          | Puntos |
| ---- | ------------- | --------------- | ------ |
|      | Baden Cooke   | fdjeux.com      | 216    |
| 2    | Robbie McEwen | Lotto-Domo      | 214    |
| 3    | Erik Zabel    | Team Telekom    | 188    |
| 4    | Thor Hushovd  | Crédit Agricole | 173    |
| 5    | Luca Paolini  | Quick Step      | 156    |

### Clasificación de la montaña
| Pos. | Nombre              | Equipo          | Puntos |
| ---- | ------------------- | --------------- | ------ |
|      | Richard Virenque    | Quick Step      | 324    |
| 2    | Laurent Dufaux      | Alessio         | 187    |
| DSQ  | Lance Armstrong     | US Postal       | 168    |
| 4    | Christophe Moreau   | Crédit Agricole | 137    |
| 5    | Juan Miguel Mercado | iBanesto.com    | 136    |

### Clasificación mejor joven
| Pos. | Nombre              | Equipo          | Tiempo     |
| ---- | ------------------- | --------------- | ---------- |
|      | Denis Menchov       | iBanesto.com    | 84h00'56"  |
| 2    | Mikel Astarloza     | AG2R Prévoyance | a 42'29"   |
| 3    | Juan Miguel Mercado | iBanesto.com    | a 1h02'48" |
| 4    | Sylvain Chavanel    | La Boulangère   | a 1h05'17" |
| 5    | Andy Flickinger     | AG2R Prévoyance | a 1h09'09" |

### Clasificación por equipos
| Pos. | Equipo                            | Tiempo     |
| ---- | --------------------------------- | ---------- |
| 1    | Team CSC                          | 248h18'18" |
| 2    | iBanesto.com                      | a 21'46"   |
| 3    | Euskaltel-Euskadi                 | a 44'59"   |
| 4    | US Postal Service p/b Berry Floor | a 45'53"   |
| 5    | Team Bianchi                      | a 1.12'40" |

## Evolución de las clasificaciones
| Etapa (Vencedor)               | Clasificación general | Clasificación por puntos | Clasificación de la montaña | Clasificación al mejor joven | Clasificación por equipos |
| ------------------------------ | --------------------- | ------------------------ | --------------------------- | ---------------------------- | ------------------------- |
| Prólogo Bradley McGee          | Bradley McGee         | Bradley McGee            | no se entregó               | Vladimir Karpets             | US Postal                 |
| 1.ª etapa Alessandro Petacchi  | Bradley McGee         | Robbie McEwen            | Christophe Mengin           | Andy Flickinger              | US Postal                 |
| 2.ª etapa Baden Cooke          | Bradley McGee         | Robbie McEwen            | Christophe Mengin           | Baden Cooke                  | US Postal                 |
| 3.ª etapa Alessandro Petacchi  | Jean-Patrick Nazon    | Robbie McEwen            | Christophe Mengin           | Baden Cooke                  | US Postal                 |
| 4.ª etapa US Postal            | Víctor Hugo Peña      | Robbie McEwen            | Christophe Mengin           | Vladimir Karpets             | US Postal                 |
| 5.ª etapa Alessandro Petacchi  | Víctor Hugo Peña      | Robbie McEwen            | Frédéric Finot              | Vladimir Karpets             | US Postal                 |
| 6.ª etapa Alessandro Petacchi  | Víctor Hugo Peña      | Alessandro Petacchi      | Christophe Mengin           | Vladimir Karpets             | US Postal                 |
| 7.ª etapa Richard Virenque     | Richard Virenque      | Baden Cooke              | Richard Virenque            | Denis Menchov                | Quick Step-Innergetic     |
| 8.ª etapa Iban Mayo            | Lance Armstrong       | Baden Cooke              | Richard Virenque            | Denis Menchov                | Euskaltel-Euskadi         |
| 9.ª etapa Alexandre Vinokourov | Lance Armstrong       | Baden Cooke              | Richard Virenque            | Denis Menchov                | Euskaltel-Euskadi         |
| 10.ª etapa Jakob Piil          | Lance Armstrong       | Baden Cooke              | Richard Virenque            | Denis Menchov                | Team CSC                  |
| 11.ª etapa Juan Antonio Flecha | Lance Armstrong       | Baden Cooke              | Richard Virenque            | Denis Menchov                | iBanesto.com              |
| 12.ª etapa Jan Ullrich         | Lance Armstrong       | Baden Cooke              | Richard Virenque            | Denis Menchov                | Team CSC                  |
| 13.ª etapa Carlos Sastre       | Lance Armstrong       | Baden Cooke              | Richard Virenque            | Denis Menchov                | Team CSC                  |
| 14.ª etapa Gilberto Simoni     | Lance Armstrong       | Baden Cooke              | Richard Virenque            | Denis Menchov                | Team CSC                  |
| 15.ª etapa Lance Armstrong     | Lance Armstrong       | Baden Cooke              | Richard Virenque            | Denis Menchov                | Team CSC                  |
| 16{ª etapa Tyler Hamilton      | Lance Armstrong       | Baden Cooke              | Richard Virenque            | Denis Menchov                | Team CSC                  |
| 17.ª etapa Servais Knaven      | Lance Armstrong       | Baden Cooke              | Richard Virenque            | Denis Menchov                | Team CSC                  |
| 18.ª etapa Pablo Lastras       | Lance Armstrong       | Robbie McEwen            | Richard Virenque            | Denis Menchov                | Team CSC                  |
| 19.ª etapa David Millar        | Lance Armstrong       | Robbie McEwen            | Richard Virenque            | Denis Menchov                | Team CSC                  |
| 20.ª etapa Jean-Patrick Nazon  | Lance Armstrong       | Baden Cooke              | Richard Virenque            | Denis Menchov                | Team CSC                  |
| Clasificaciones finales        | Desierto              | Baden Cooke              | Richard Virenque            | Denis Menchov                | Team CSC                  |